# 298. pr. Kr.
◄ | 4. stoljeće pr. Kr. | 3. stoljeće pr. Kr. | 2. stoljeće pr. Kr. | ►
◄ | 320-ih pr. Kr. | 310-ih pr. Kr. | 300-ih pr. Kr. | 290-ih pr. Kr. | 280-ih pr. Kr. | 270-ih pr. Kr. | 260-ih pr. Kr. | ►
◄◄ | ◄ | 301. pr. Kr. | 300. pr. Kr. | 299. pr. Kr. | 298 pr. Kr. | 297. pr. Kr. | 296. pr. Kr. | 295. pr. Kr. | ► | ►►
Astronomija

## Događaji
- Izbija treći samnitski rat i traje do 290. pr. Kr. Povod je bio pokušaj Samnićana da pridobiju Lukanijce protiv Rimljana. U savezu s Umbrima, Sabinjanima, Keltima i Etruščanima Samnićani pokušavaju vratiti položaj koji su izgubili u Drugom samnitskom ratu.
- Već u prvoj godini ovog rata Rimljani osvajaju Samnitski glavni grad Bovianum, a Samnićani se povlače na sjever.
- Seleuk I. Nikator ženi Stratoniku, kćer Demetrija i dobiva kontrolu nad Cilicijom. Nedugo nakon toga, Seleuk i Demetrije se sukobljavaju oko Tira i Sidona.
- Demetrije šalje Pira kao taoca na Ptolomejev dvor.
- Atena sklapa mir s Kasandrom

## Rođenja
- Šundzi, kineski filozof konfucijanske škole († oko 220. pr. Kr.)